# GAVI
GAVI, oficialmente Gavi, la Alianza para la Vacunación (anteriormente la Alianza GAVI, y antes la Alianza Global para las Vacunas y la Inmunización), es una asociación mundial entre el sector público y el privado con sede en Ginebra y Washington. Uno de los principales fundadores es Bill Gates, quien participa junto a su esposa Melinda Gates a través de la Fundación Bill y Melinda Gates. Su objetivo es mejorar el acceso a la vacunación, en particular de los niños, contra las enfermedades prevenibles que amenazan la vida en los países en desarrollo.
GAVI reúne a los gobiernos de países en vías de desarrollo y donantes, a la Organización Mundial de la Salud, a UNICEF, al Banco Mundial, a la industria de las vacunas tanto en países industrializados como en países en vías de desarrollo, a agencias técnicas y de investigación, a la sociedad civil, a la Fundación Bill y Melinda Gates y a otros filántropos privados.

## Historia
GAVI fue creada en 2000 como sucesora de la Iniciativa de Vacunas Infantiles, que había sido lanzada en 1990.
Seth Berkley es el CEO de Gavi desde agosto de 2011. El presidente del consejo de administración es José Manuel Barroso.
La Fundación Bill y Melinda Gates proporcionó inicialmente 750 millones de dólares para suministrar vacunas a los niños de los países en desarrollo. La Fundación ha donado 1.560 millones de dólares para el período estratégico de la alianza 2016-2020, a partir de marzo de 2019.
En agosto de 2014, GAVI cambió su nombre de "Alianza Gavi" e introdujo un nuevo logo.

## Programas de vacunas
Gavi apoya los siguientes programas de vacunas:
| Vacuna                                     | Enfermedad(es)                                                                                                |
| ------------------------------------------ | --- |
| Vacuna contra el virus del papiloma humano | Papiloma humano                                                                                               |
| Vacuna contra la polio                     | Polio |
| Vacuna contra la encefalitis japonesa      | Encefalitis japonesa                                                                                          |
| Vacuna meningocócica                       | Neisseria meningitidis                                                                                        |
| Vacuna triple vírica                       | Sarampión / Vacuna contra el sarampión, Rubéola / Vacuna contra la rubéola                                    |
| Vacuna antipneumocócica                    | Streptococcus pneumoniae                                                                                      |
| Vacuna contra la fiebre tifoidea           | Fiebre tifoidea                                                                                               |
| Vacuna contra el cólera                    | Cólera |
| Vacuna contra el rotavirus                 | Rotavirus |
| Vacuna contra la fiebre amarilla           | Fiebre amarilla                                                                                               |
| Vacuna pentavalente                        | Difteria, tétanos, tosferina, Haemophilus influenzae / vacuna Hib (haemophilus influenza Tipo B), Hepatitis B |

## Pandemia del COVID-19
El CEO Seth Berkley comentó que la respuesta global a la pandemia originada por el COVID-19 había comenzado notablemente bien. Sin embargo, advirtió que era necesario coordinar la producción a nivel mundial. Sostuvo que la pandemia necesitaba una respuesta global por la que las mejores instalaciones globales para las distintas partes de los procesos se integraran en un proceso global. Dijo que esperaba que los países del G-20 trabajaran juntos con un presupuesto de decenas de miles de millones de dólares y que los países  estuvieran preparados para que las vacunas terminadas se asignaran de acuerdo con las mayores necesidades.
En septiembre de 2020, Gavi se anunció como una de las organizaciones que lidera el plan de asignación de vacunas COVAX, creado para garantizar que cualquier nueva vacuna contra el COVID-19 se comparta por igual entre los países más ricos y más pobres del mundo.
Al mes siguiente, Gavi anunció la aprobación de hasta $ 150 millones para ayudar a 92 países de ingresos bajos y medianos a prepararse para la entrega de futuras vacunas contra el COVID-19, incluida la asistencia técnica y el equipo de la cadena de frío.
En enero de 2021, Seth Berkley anunció que Gavi esperaba entregar de 145 a 150 millones de dosis de vacunas contra el COVID-19 en el primer trimestre de 2021 y 500 millones de dosis en el segundo trimestre, y luego 1.500 millones en la segunda mitad del año.

## Modo de operación
Desde su creación, Gavi ha financiado la vacunación de 760 millones de niños contra enfermedades mortales como la difteria, el tétanos, la tos ferina (tos convulsiva), la hepatitis B, la fiebre amarilla y el Haemophilus influenzae tipo b (Hib, un agente causante de la meningitis (meningitis) y la neumonía). Se estima que se han evitado 13 millones de muertes de esta manera. Además, la mortalidad infantil de niños menores de 5 años se ha reducido a la mitad.
Además, en 2010, la organización ha comenzado a introducir dos nuevas vacunas en los países en desarrollo: la vacuna neumocócica protege contra la neumonía y la vacuna contra el rotavirus protege contra una de las principales causas de la diarrea. La neumonía y las enfermedades diarreicas son las principales causas de muerte de los niños menores de cinco años en los países en desarrollo. Las dos enfermedades son responsables de casi el 40 por ciento de todas las muertes.
Tras una conferencia de donantes celebrada en junio de 2011, en la que se prometió un total de casi 3.000 millones de euros (4.300 millones de dólares de los EE. UU.) para programas de vacunación, la Alianza para la Vacunación anunció que aceleraría aún más el acceso a nuevas vacunas y evitaría otros cuatro millones de muertes prematuras para 2015. La vacunación contribuye de manera decisiva a la consecución del Objetivo de Desarrollo del Milenio N.º 4 (reducir en dos tercios la mortalidad infantil de los niños menores de 5 años para 2015).
Gavi es uno de los cinco miembros fundadores de la ONG ID2020 Digital Identity Alliance desde 2017.
La conferencia de donantes ("conferencia de reposición") está prevista para el año 2020 en Londres en junio,  el objetivo de Gavi es "vacunar a 300 millones de niños más en los países en desarrollo en los próximos años y salvar así a ocho millones de personas de la muerte". Esto requeriría unos 7400 millones de dólares estadounidenses.

## Evaluación
Gavi obtuvo una buena puntuación en el Informe Global Health 50/50 de 2018, en el que se comparan los datos de 140 organizaciones de todo el mundo en el sector de la salud con respecto a la igualdad de género.
La organización fue galardonada con el Premio Lasker~Bloomberg al Servicio Público en 2019.
En 2020, la ONG internacional Save the Children elogió a Gavi por su compromiso con las enfermedades prevenibles y pidió que los gobiernos proporcionaran más apoyo monetario a Gavi.